# Billy Zane
Pour les articles homonymes, voir Zane.
William « Billy » Zane, né le 24 février 1966 à Chicago, dans l'Illinois, est un acteur américain.

## Biographie

### Jeunesse
La famille de Billy Zane, de leur nom grec d'origine Zanikopoulos, anglicise ce nom en Zane au temps des grands-parents. Les Zane tiennent une école de techniciens médicaux à Chicago,. Sa mère Thalia est originaire de Chios, son père Georges (William Sr.) est Magniote. Très jeune, Billy s'intéresse au métier d'acteur influencé par ses parents qui font du théâtre. Il participe au Harand Camp of the Theater Arts à Elkhart Lake, Wisconsin. En 1982, il suit l'École américaine en Suisse, puis revient aux États-Unis où il s'inscrit à l'université de Chicago. Sa sœur aînée Lisa Zane est elle aussi actrice.

### Carrière
Son diplôme en poche, il part en Californie. En trois semaines, il obtient son tout premier rôle dans Retour vers le futur (1985), où il joue l'un des « hommes de main » de Biff, rôle qu'il reprend dans la suite en 1989.
Il obtient un petit rôle dans Critters (1986) et intègre le casting de la deuxième saison de Twin Peaks (1991). Il obtient des rôles plus importants dans des téléfilms ainsi que dans le film Calme blanc. En 1996, il obtient le premier rôle dans le film Le Fantôme du Bengale.
En 1997, il joue dans Titanic de James Cameron, qui atteint des records d'entrée dans le monde et rafle de nombreuses récompenses. Malgré cet immense succès, sa carrière peinera à décoller, se contentant de rôles mineurs dans des films sortant directement en vidéo.
En 2000, il prête sa voix au personnage d'Ansem dans la version américaine du jeu vidéo Kingdom Hearts sur PlayStation 2, une collaboration entre les Studios Disney et Square Enix. En 2002, il reprend son rôle dans Kingdom Hearts: Chain of Memories sur Game Boy Advance. À partir de Kingdom Hearts II, sorti en 2005, le rôle est repris par Richard Epcar.

### Vie privée
Billy Zane rencontre, en 1989, sa future femme, Lisa Collins, sur le tournage de Calme blanc. Leur mariage dure jusqu'en 1995.
Il a été également fiancé à l'actrice anglaise Kelly Brook.
En 1999, il rencontre Leonor Varela sur le tournage du téléfilm Cléopâtre, leur liaison  dure deux ans.
Avec son ex fiancée, le mannequin américain Candice Neil, il a deux filles : Ava Catherine, née en 2011 et Gia, née en 2014.

## Filmographie

### Comme acteur

#### Cinéma
- 1985 : Retour vers le futur (Back to the Future) de Robert Zemeckis : Match
- 1986 : Critters de Stephen Herek : Steve Elliot
- 1986 : La Loi du campus tv film
- 1989 : Going Overboard de Valerie Breiman : le roi Neptune
- 1989 : Calme blanc (Dead Calm) de Phillip Noyce: Hughie Warriner
- 1989 : Retour vers le futur 2 (Back to the Future Part II) de Robert Zemeckis : Match
- 1990 : Megaville (en) de Peter Lehner : Palinov / Jensen
- 1990 : Memphis Belle de Michael Caton-Jones : lieutenant Val Kozlowski
- 1991 : Miliardi de Carlo Vanzina : Maurizio Ferretti
- 1991 : Femme fatale (en) de Andre R. Guttfreund : Elijah
- 1991 : Blood and Concrete de Jeffrey Reiner : Joey Turks
- 1992 : Orlando de Sally Potter : Shelmerdine
- 1993 : Betrayal of the Dove de Strathford Hamilton : Dr Jesse Peter
- 1993 : Sniper de Luis Llosa : Richard Miller
- 1993 : La Revanche de Jesse Lee (Posse) de Mario Van Peebles : le colonel Graham
- 1993 : Poetic Justice de John Singleton : Brad
- 1993 : Tombstone de George P. Cosmatos : M. Fabian
- 1994 : Flashfire de Elliot Silverstein : Jack Flinder
- 1994 : Reflections on a Crime (en) de Jon Purdy : Colin
- 1994 : Le Silence des jambons (Il Silenzio dei prosciutti) de Ezio Greggio : Joe Dee Foster
- 1994 : Only You de Norman Jewison : Harry, le faux Damon Bradley
- 1995 : The Set Up : Charles Thorpe
- 1995 : Le Cavalier du Diable (Tales from the Crypt: Demon Knight) de Ernest Dickerson : The Collector
- 1996 : Le Fantôme du Bengale (The Phantom) de Simon Wincer : le Fantôme / Kit Walker
- 1996 : Petits meurtres entre nous (Head Above Water) de Jim Wilson : Kent
- 1996 : Danger Zone (en) de Allan Eastman : Rick Morgan
- 1997 : Liens secrets (en) (This World, Then the Fireworks) de Michael Oblowitz : Marty Lakewood
- 1997 : Titanic de James Cameron : Caledon « Cal » Hockley
- 1998 : Pocahontas 2 : Un monde nouveau (Pocahontas II: Journey to a New World) (vidéo) : John Rolfe (voix)
- 1998 : I Woke Up Early the Day I Died de Aris Iliopulos : The Thief
- 1998 : Susan a un plan (Susan's Plan) de John Landis : Sam Myers
- 1999 : God Is in the TV (vidéo) : Yuppie in limo (segment The Dope Show)
- 1999 : Taxman de Alain Zaloum : George Putter
- 2001 : Danny Balint (The Believer) de Henry Bean: Curtis Zampf
- 2001 : CQ de Roman Coppola : Mr. E
- 2001 : Zoolander de Ben Stiller : lui-même
- 2001 : Morgan's Ferry (en) : Sam
- 2002 : Landspeed (en) de Christian McIntire : Michael Sanger
- 2002 : Claim de Martin Lagestee : Roberto Bealing
- 2003 : Starving Hysterical Naked de Michael Bockman : Jack
- 2003 : Imaginary Grace : Nero
- 2003 : Warnings (Silent Warnings) (vidéo) : le shérif Bill Willingham
- 2003 : Vlad (en) de Michael D. Sellers : Adrian
- 2003 : The Kiss (en) : Alan Roberts / Philip Naudet jeune
- 2004 : Big Kiss de Billy Zane : Billy
- 2004 : Silver City de John Sayles : Chandler Tyson
- 2004 : Lest We Forget (Lest We Forget: The Video Collection) (vidéo) : agent in Limo
- 2005 : Dead Fish de Charley Stadler : Virgil
- 2005 : BloodRayne de Uwe Boll : Elrich
- 2005 : Survie : Les Naufragés (Survival Island ou Three) de Stewart Raffill : Jack
- 2006 : La Vallée des loups - Irak (Kurtlar vadisi - Irak) de Serdar Akar : Sam William Marshall
- 2006 : Opération Matchbox (The Last Drop) de Colin Teague : lieutenant Robert Oates
- 2006 : The Pleasure Drivers (en) de Andrzej Sekula : Marvin
- 2006 : Memory de Bennett Davlin : Taylor Briggs
- 2007 : Mad Zombies de Johnny Kalangis : le docteur
- 2008 : The Man Who Came Back de Glen Pitre : Ezra
- 2009 : The Hessen Affair de Paul Breuls : Jack Durant
- 2009 : Love N' Dancing (en) de Robert Iscove : Kent Krandel
- 2009 : Surviving Evil de Terence Daw : Sebastian « Seb » Beazley
- 2011 : Mysteria de Lucius C. Kuert : Le producteur
- 2011 : Sniper: Reloaded : Richard Miller
- 2011 : The Roommate de Christian E. Christiansen : le professeur Roberts
- 2011 : Mercenaries (en) de Paris Leonti : Colonel Torida
- 2011 : The Kill Hole (uk) : Marshall
- 2012 : Le Roi Scorpion 3 : L'Œil des dieux : le roi Talus
- 2012 : Border Run : Aaron Talbert
- 2012 : Two Jacks (en) : Max Faraday
- 2012 : A Green Story (en) : Greg Hutchins
- 2013 : The Employer (en) : Alan
- 2013 : Blood of Redemption : Quinn
- 2013 : Scorned (en) : Kevin
- 2013 : The Ganzfeld Experiment : Le père
- 2014 : Mining for Ruby : Professeur Sam Goodwell
- 2014 : Finding Harmony : Casey Colter
- 2016 : Zoolander 2 de Ben Stiller
- 2016 : Sniper: Ghost Shooter : Richard Miller
- 2017 : Sniper: Ultimate Kill (en) : Richard Miller
- 2018 : Samson de Bruce Macdonald : Roi Balek
- 2018 : Holmes et Watson : Lui-même
- 2019 : Cliffs of Freedom (en) de Van Ling : Christo
- 2020 : Ghosts of War d'Eric Bress : Dr. Engel
- 2024 : Waltzing with Brando de Bill Fishman : Marlon Brando

#### Télévision
- 1986 : La Loi du campus (Brotherhood of Justice) : Les
- 1987 : Conspiracy: The Trial of the Chicago 8 (en) : l'officier de police
- 1988 : Arabesque : Tony Gambini (saison 4, épisode 17 : L'Élixir de courte vie)
- 1988 : Police Story: Monster Manor : l'officier Don Varney
- 1989 : The Case of the Hillside Stranglers : Kenneth Bianchi
- 1991 : Mystères à Twin Peaks : John Justice Wheeler (saison 2)
- 1993 : Les Contes de la crypte : le magicien hacker (épisode Illusions perdues)
- 1993 : Lake Consequence : Billy
- 1994 : Un agent très spécial (en) (Running Delilah) : Paul
- 1999 : Cléopâtre (Cleopatra) : Marc Antoine
- 2000 : Le Secret du vol 353 (Sole Survivor) : Joe Carpenter
- 2000 : Hendrix (en) : Michael Jeffrey
- 2001 : À la poursuite du diamant de Jeru (The Diamond of Jeru) : Mike Kardec
- 2001 : Invincible (en) : Os
- 2004 : Mort, impair et passe (Bet Your Life) : Joseph
- 2005 : Charmed (série télévisée) : Drake Demond (épisodes : The Seven Year Witch, Show Ghouls, Carpe Demon) (saison 7)
- 2009 : Samantha qui ? : Funk
- 2009 : Croc d'or (The Gold Retrievers) : Hector
- 2011 : St. Patrick's Day Leprechaun : ?
- 2012 : The Ghost of Goodnight Lane : ?
- 2012 : Hannah's Law (en) : Lockwood
- 2012 : Barabbas : Barabbas
- 2014 : Psych : Enquêteur malgré lui : Ian Collins (épisode 10, saison 8)
- 2015 : Community : patron de Honda (épisode 7, saison 6)
- 2016 : Guilt : Stan Gutterie
- 2017 : Legends of Tomorrow : P.T. Barnum
- 2018 : Cameron Black : L'Illusionniste : Switch / Bishop (Saison 1, 2 épisodes)
- 2019 : The Boys : Lui-même

#### Jeux vidéo
- 2001 : SSX Tricky : Brodi Ford (voix)
- 2002 : Kingdom Hearts : Ansem, le chercheur des Ténèbres (voix)

### Comme producteur
- 1996 : Danger Zone
- 1997 : Liens secrets (This World, Then the Fireworks)
- 1998 : I Woke Up Early the Day I Died
- 2004 : Big Kiss
- 2024 : Waltzing with Brando de Bill Fishman : Marlon Brando

### Comme réalisateur
- 2001 : Stop for a Minute (série télévisée)
- 2004 : Big Kiss

## Distinctions

### Récompenses
- 1998 : Prix du meilleur second rôle masculin aux Blockbuster Entertainment Awards pour Titanic
- 2000 : Prix du meilleur acteur au Festival du Film de Série B pour I Woke Up Early the Day I Died

### Nominations
- 1997 : Nomination pour le Prix du meilleur méchant aux MTV Movie Awards pour Titanic

## Voix francophones
En France, Éric Legrand (décédé en mai 2025,,) et Pierre Tessier sont ceux qui ont le plus doublé Billy Zane,. Guillaume Orsat, lui a également prêté sa voix à cinq reprises.
Au Québec, Daniel Picard est la voix québécoise régulière de l'acteur.
En France
| - Éric Legrand, (*1952 - 2025) dans : - Calme blanc - Twin Peaks (série télévisée) - Tombstone - Sniper - La Revanche de Jesse Lee - Le Silence des jambons - Le Secret du vol 353 (téléfilm) - Invincibles (téléfilm) - Alien Invasion (téléfilm) - Au rythme de l'amour (en) - The Roommate - Pierre Tessier dans : - Liens secrets (en) - Titanic - Susan a un plan - Cléopâtre (téléfilm) - À la poursuite du diamant de Jeru (téléfilm) - Charmed (série télévisée) - Barabbas (téléfilm) - Hannah's Law (en) (téléfilm) - Holmes and Watson - Guillaume Orsat, dans : - Le Fantôme du Bengale (1996) - Pocahontas 2 : Un monde nouveau (voix) - Boston Public (série télévisée) - BloodRayne - Psych : Enquêteur malgré lui (série télévisée) - La Réalité en face (mini-série) | - Thierry Ragueneau dans : - Retour vers le futur - Les Contes de la Crypte (série télévisée) - Lionel Henry dans : - Les Pilotes de l'extrême (en) - L'Employeur (en) - Xavier Fagnon dans : - Zoolander 2 - Cameron Black : L'Illusionniste (série télévisée) - Jérôme Keen, dans : - Les Contes de la Crypte : Le Cavalier du Diable - Ghosts of War Et aussi - Thierry Mercier (*1961 - 2023) dans La Loi du campus (téléfilm) - Jean-Jacques Nervest dans Retour vers le futur 2 - Vincent Violette dans Memphis Belle - Éric Herson-Macarel dans Poetic Justice - Antoine Tomé dans Danger Zone (en) - Philippe Roullier dans Survie : Les Naufragés - Bruno Dubernat (*1962 - 2022) dans Kingdom Hearts 2 (jeu vidéo, voix) - Jean-Pierre Michaël dans Samantha qui ? (série télévisée) - Boris Rehlinger dans Le Roi Scorpion 3 : L'Œil des dieux - Benoît Grimmiaux dans Guilt (série télévisée) - Maurice Decoster dans Curfew (en) (série télévisée) |

Au Québec
Note : La liste indique les titres québécois.
- Daniel Picard[11] dans :
  - Tuer Fish
  - Silver City : La Montagne électorale
  - Un amour imposé
  - Le Fantôme
  - La Coloc
  - Le Roi Scorpion 3 : La Délivrance
  - Titanic
  - Zoolander

Et aussi
- Daniel Lesourd dans Memphis Belle[11]
- François Godin dans Seulement toi[11]